# Moonspell
Moonspell is een Portugese gothicmetalband, ontstaan in 1994 uit Morbid God.

## Bezetting
In 2012 bestond Moonspell uit:
- Mike Gaspar, drums
- Fernando Ribeiro, zang
- Pedro Paixao, gitaar, keyboard en samples
- Ricardo Amorim, gitaar
- Aires Pereira, basgitaar

## Discografie

### Albums
| Album met eventuele hitnotering(en) in de Nederlandse Album Top 100 | Datum van verschijnen | Datum van binnenkomst | Hoogste positie | Aantal weken | Opmerkingen   |
| ------------------------------------------------------------------- | --------------------- | --------------------- | --------------- | ------------ | ------------- |
| Wolfheart                                                           | 01-04-1995            | -                     |                 |              |               |
| Irreligious                                                         | 1996                  | -                     |                 |              |               |
| Sin/Pecado                                                          | 20-01-1998            | -                     |                 |              |               |
| The butterfly effect                                                | 1999                  | -                     |                 |              |               |
| Darkness and hope                                                   | 2001                  | -                     |                 |              |               |
| The antidote                                                        | 29-09-2003            | -                     |                 |              |               |
| Memorial                                                            | 25-04-2006            | -                     |                 |              |               |
| The great silver eye                                                | 29-06-2007            | -                     |                 |              | Verzamelalbum |
| Under satanæ                                                        | 12-10-2007            | -                     |                 |              | Verzamelalbum |
| Night eternal                                                       | 16-05-2008            | -                     |                 |              |               |
| Alpha noir                                                          | 27-04-2012            | 05-05-2012            | 83              | 1            |               |
| Extinct                                                             | 2015                  |                       |                 |              |               |
| 1755                                                                | 2017                  |                       |                 |              |               |
| Hermitage                                                           | 2021                  |                       |                 |              |               |

| Album met hitnotering(en) in de Vlaamse Ultratop 200 albums | Datum van verschijnen | Datum van binnenkomst | Hoogste positie | Aantal weken | Opmerkingen |
| ----------------------------------------------------------- | --------------------- | --------------------- | --------------- | ------------ | ----------- |
| Memorial                                                    | 2006                  | 13-05-2006            | 95              | 1            |             |
| Alpha noir                                                  | 2012                  | 12-05-2012            | 87              | 4            |             |

### Singles
| Single met eventuele hitnotering(en) in de Nederlandse Top 40 | Datum van verschijnen | Datum van binnenkomst | Hoogste positie | Aantal weken | Opmerkingen |
| ------------------------------------------------------------- | --------------------- | --------------------- | --------------- | ------------ | ----------- |
| Opium                                                         | 1996                  | -                     |                 |              |             |
| Nocturna                                                      | 2001                  | -                     |                 |              |             |
| Everything invaded                                            | 2003                  | -                     |                 |              |             |

### Ep's
- 1994: Goat on Fire / Wolves from the Fog
- 1994: Under the Moonspell
- 1997: 2econd skin